# Scleranthus verticillatus
Scleranthus verticillatus är en nejlikväxtart som beskrevs av Ignaz Friedrich Tausch.
Scleranthus verticillatus ingår i släktet knavlar och familjen nejlikväxter. Inga underarter finns listade i Catalogue of Life.

## Bildgalleri

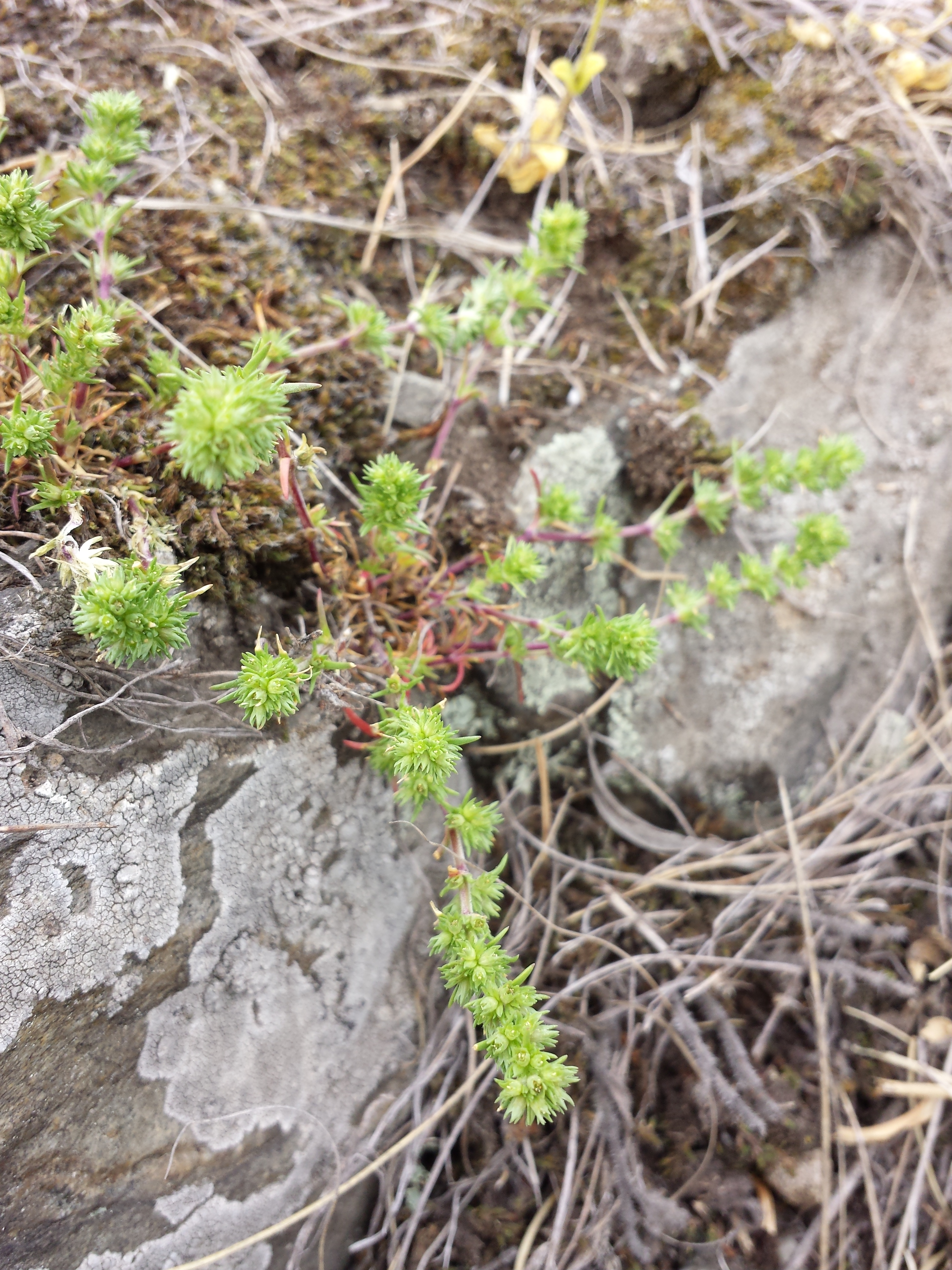
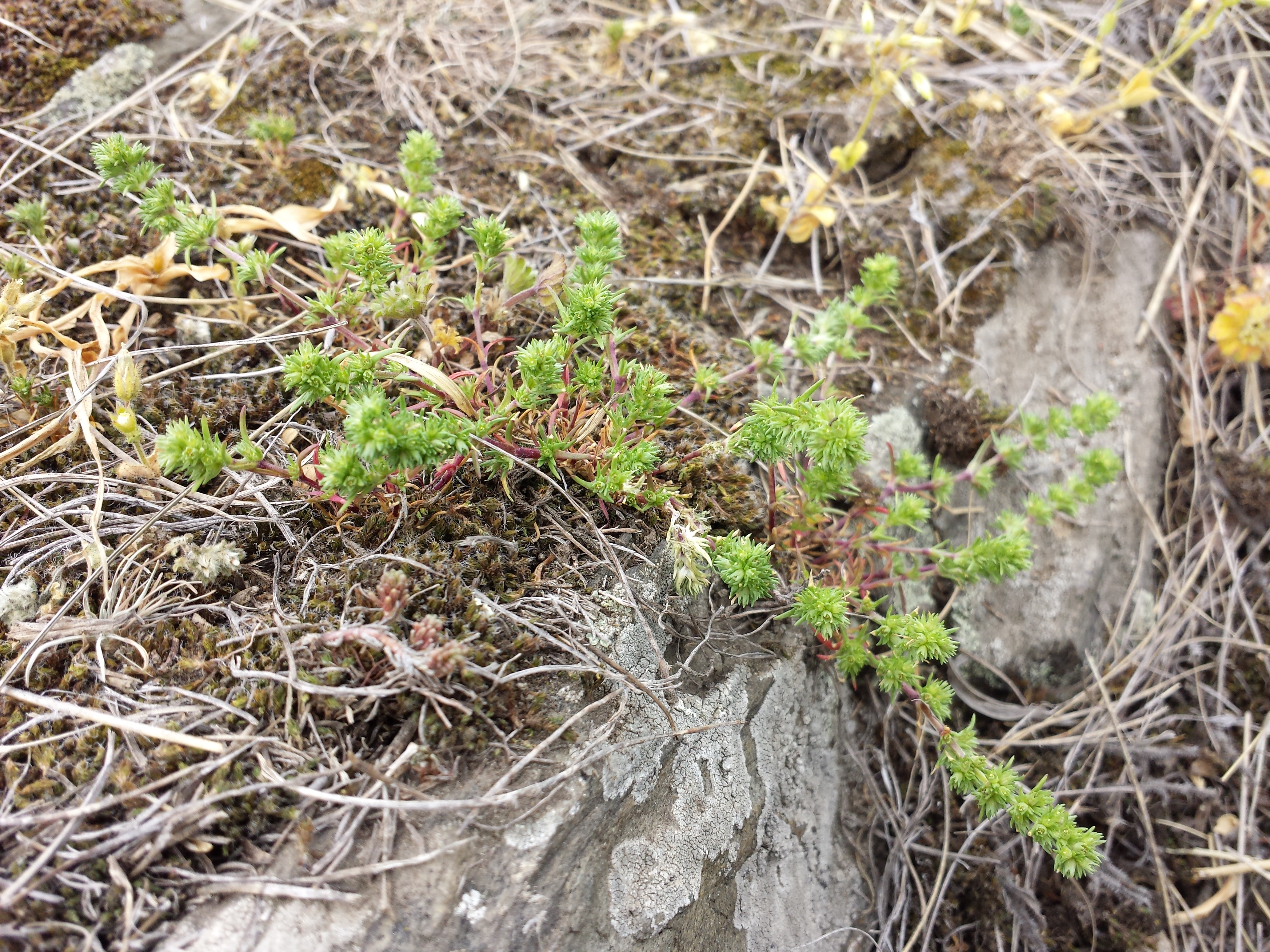
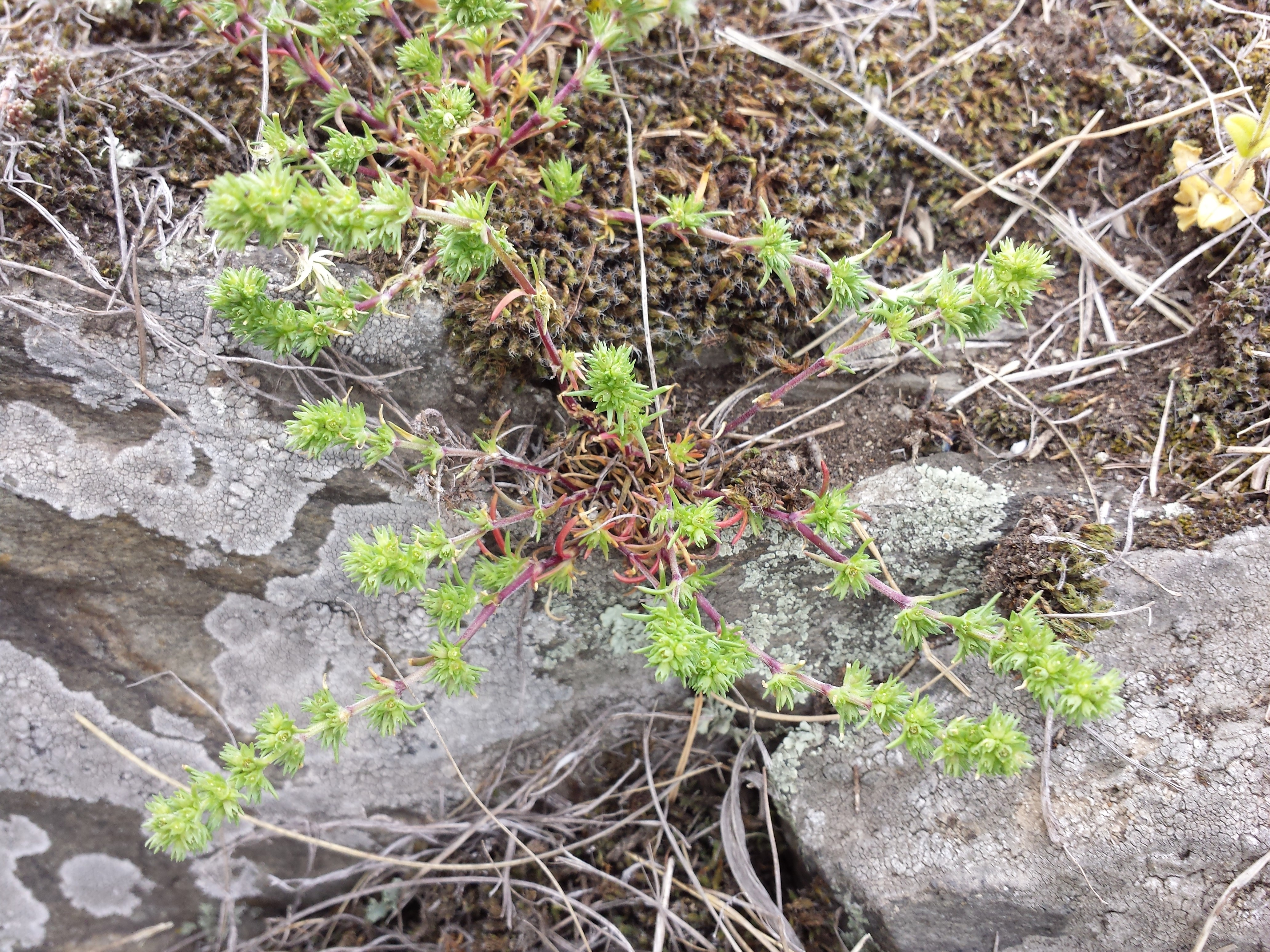
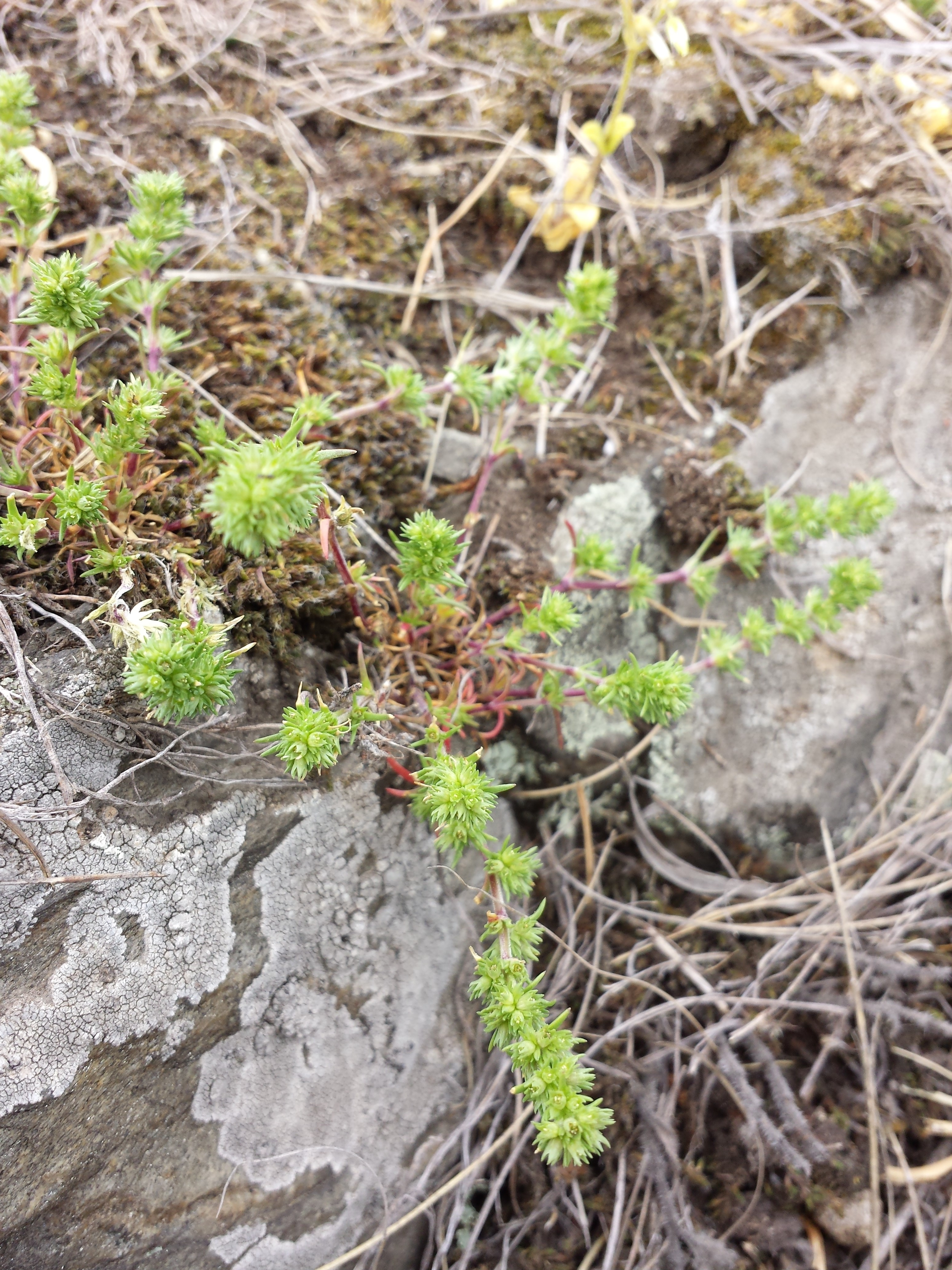
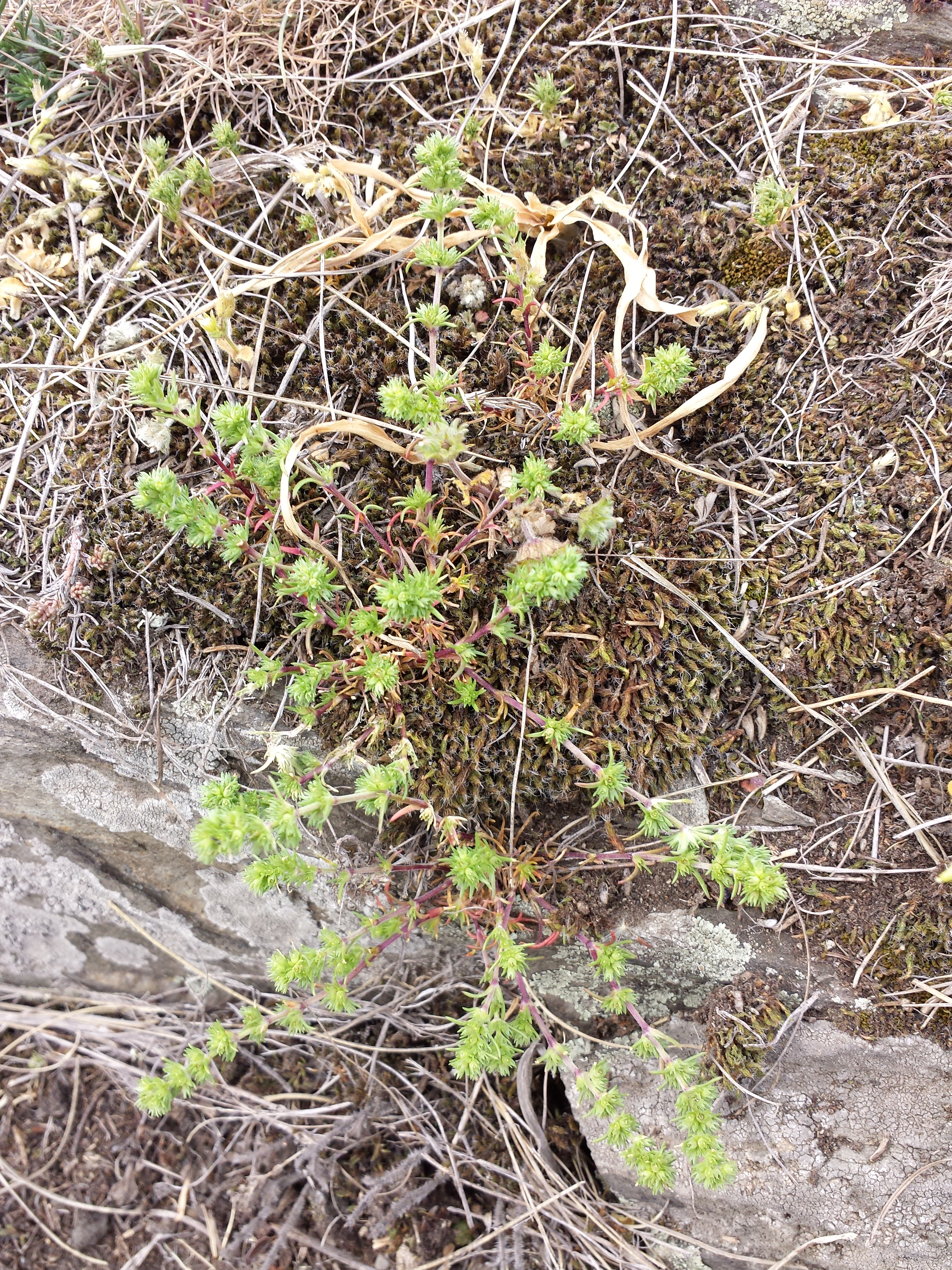